# Adrián Rivera Pérez
Adrián Rivera Pérez est un homme politique du Mexique, sous la bannière du Partido Acción Nacional. Il fut également alcalde de Cuernavaca, Morelos et exerce la fonction de sénateur pour l'État de Morales.